# Poelenburg (kasteel)
Poelenburg was een kasteel in de Nederlandse plaats Heemskerk, provincie Noord-Holland. De voormalige kasteelplaats is volledig verdwenen en door een woonwijk overbouwd.

## Geschiedenis
De eerst bekende eigenaar van de Poelenburg was Jacob Gerritsz. († circa 1428). Hij werd op 8 december 1380 door graaf Albrecht van Beieren beleend met een stuk land en een woning te Heemskerk. Aanvankelijk was dit een allodiaal bezit maar Jacob had het in leen opgedragen aan heer Wouter van Heemskerk. Graaf Albrecht liet de bezittingen van Wouter echter verbeurd verklaren, zodat Jacob zijn grond en woning te Heemskerk voortaan in leen hield van de Hollandse graaf. Deze woning zou uiteindelijk uitgroeien tot kasteel Poelenburg.

### Herkomst van de naam Poelenburg
De naam Poelenburg houdt mogelijk verband met het bezit dat Jacob Gerritsz. had in Poeldijk, nabij Monster. Zijn voorouders hielden daar sinds 1337 twintig morgen grond met een woning in leen van de graaf van Holland. Graaf Albrecht bevestigde Jacob op 8 december 1380 als leenman van de grond en woning te Poeldijk, tegelijk met de bevestiging van Jacobs lenen te Heemskerk.
Overigens was Jacob mogelijk verwant met de heren Van Heemskerk: zo droegen zij nagenoeg hetzelfde wapenschild.

### Van Poelenburg
Jacob Gerritsz. zou de eerste zijn die de naam Van Poelenburg ging dragen. Hij was in 1389 en 1399 schout van Alkmaar en huwde met Catharina van der Beets. Zijn twee bastaardzonen waren betrokken bij de doodslag op Dirc Heijnenzoon en mogelijk was ook Jacob bij het voorval betrokken.
Rond 1428 overleed Jacob, waarna zijn zoon Gerrit van Poelenburg in 1429 door gravin Jacoba van Beieren beleend werd met de bezittingen van zijn vader. Reeds vier dagen later deed Gerrit alle bezittingen echter over aan Claes Barthoudsz. van Huessen. Ook Claes behield Poelenburg niet zo lang: al in 1430 droeg hij het kasteel over aan Otto van Egmond, telg uit het belangrijke geslacht Van Egmond.

### Van Egmond
Otto van Egmond was getrouwd met Machteld. Hij schonk in 1455 het vruchtgebruik van de Poelenburg aan zijn echtgenote, maar kon zelf niet bij de ondertekening van de akte zijn omdat hij ziek was. Het bezit van de Poelenburg droeg hij op 7 september 1459 over aan hun jongste zoon Jan van Egmond, onder voorwaarde dat hij en Machteld er wel mochten blijven wonen. Zoon Jan droeg de Poelenburg in 1461 weer over aan zijn oudste broer Albrecht.
Albrecht van Egmond - niet te verwarren met zijn gelijknamige neef die het nabijgelegen Merestein bezat - zal in 1496 of 1497 zijn overleden. Zijn zoon Otto werd op 9 oktober 1497 met de Poelenburg beleend. Hij zou de laatste eigenaar uit de familie Van Egmond zijn.

### Welgeborenen
Op 7 mei 1501 werd Willem Kerstensz. met de Poelenburg beleend. Hij was afkomstig uit een verder onbekende adellijke familie en werd gerekend tot de stand van de zogenaamde welgeborenen. Deze stand had in Heemskerk vrijstelling van de diverse belastingen, waaronder het dorpsschot. Het viel bij de Heemskerkers niet in goede aarde dat de nieuwe eigenaar van de Poelenburg werd vrijgesteld van deze belastingen. Ze probeerden daarom Willems zoon Bouwen neer te zetten als een bastaardzoon zonder rechten, die bovendien slechts een boerderij Poelenburg bezat en dus niets verschilde van de gewone dorpelingen. Bouwen won deze strijd echter en behield zijn status als welgeborene. Hij wijzigde tevens zijn naam in Bouwen Willemsz. van Poelenburg, naar zijn kasteel. Op 13 februari 1574 werd Bouwens zoon Willem Bouwensz. van Poelenburg met het slot beleend.
Een afbeelding die rond 1570 is gemaakt toont een gedeeltelijk verwoest kasteel, hetgeen er op zou wijzen dat het kasteel mogelijk door de Spanjaarden was verwoest. De belening van 1574 vermeldt overigens niets over een verwoesting. In ieder geval was de Poelenburg in 1580 bewoonbaar genoeg voor kapitein Pieter Merlijn en zijn vrouw Maria, een dochter van Bouwen Willemsz. Pieter Merlijn bewoonde het kasteel nog in 1596. Hij overleed vóór 1604, waarna het kasteel tot 1620 werd verpacht. Overigens had het kasteel toen weinig allure: in 1605 telde het slechts drie haardsteden.

### Nieuwbouw
De nieuwe eigenaar Peter von Sedlnitzky liet in 1621 de Poelenburg afbreken en bouwde er een nieuw kasteel. De volgende eigenaar was Jacob Barthoud van Teijlingen, die de bezittingen verder uitbreidde met singels en een boomgaard. Zijn zoon Jacob Speijart noemde zich heer van Poelenburg en bleef er wonen tot aan zijn overlijden in 1679.

### Sloop
De Amsterdamse koopman Daniël van den Tempel kocht de Poelenburg op 1 februari 1679 maar overleed al op 22 maart. Zijn weduwe Judith Katherina de Schot hertrouwde in 1680 met Reinier de Swaen. Judith en Reinier bewoonden de Poelenburg samen met Reiniers broer David. Toen Judith in 1704 overleed bleven de broers op het kasteel wonen. Na hun dood erfde Cornelia de Schot het kasteel, maar zij overleed al in 1723 en zo vererfde het kasteel naar de familieleden van David de Swaen. Zij wilden de Poelenburg echter niet houden en verkochten alles in 1724 aan acht inwoners van Heemskerk.
De nieuwe eigenaren lieten kasteel Poelenburg afbreken. De gronden werden verkaveld en verkocht.

## Beschrijving
Het middeleeuwse kasteel is bekend van een afbeelding door Jacobus Schijnvoet. De afbeelding geeft de situatie in 1570 weer, met een deels ruïneus kasteel.
Het nieuwe kasteel dat in 1621 werd gebouwd was een rechthoekig blok van twee bouwlagen, afgedekt door een opvallend hoog dak. In de voorgevel bevond zich de voordeur met aan weerszijden twee of drie ramen, terwijl op de verdieping vijf of zeven ramen waren aangebracht.
In 1724 bestond het goed uit het huis Poelenburg zelf, met koetshuis, stallingen en twee bouwhuizen. Verder waren er boomgaarden, lanen en landerijen, in totaal meer dan 18 morgen groot. 
Vanaf 1960 werd het voormalige kasteelterrein bebouwd met een woonwijk. Er is nooit archeologisch onderzoek verricht. Rond 1970 zouden in een tuin nog wel brokstukken zijn gevonden die mogelijk samenhangen met Poelenburg.

## Afbeeldingen

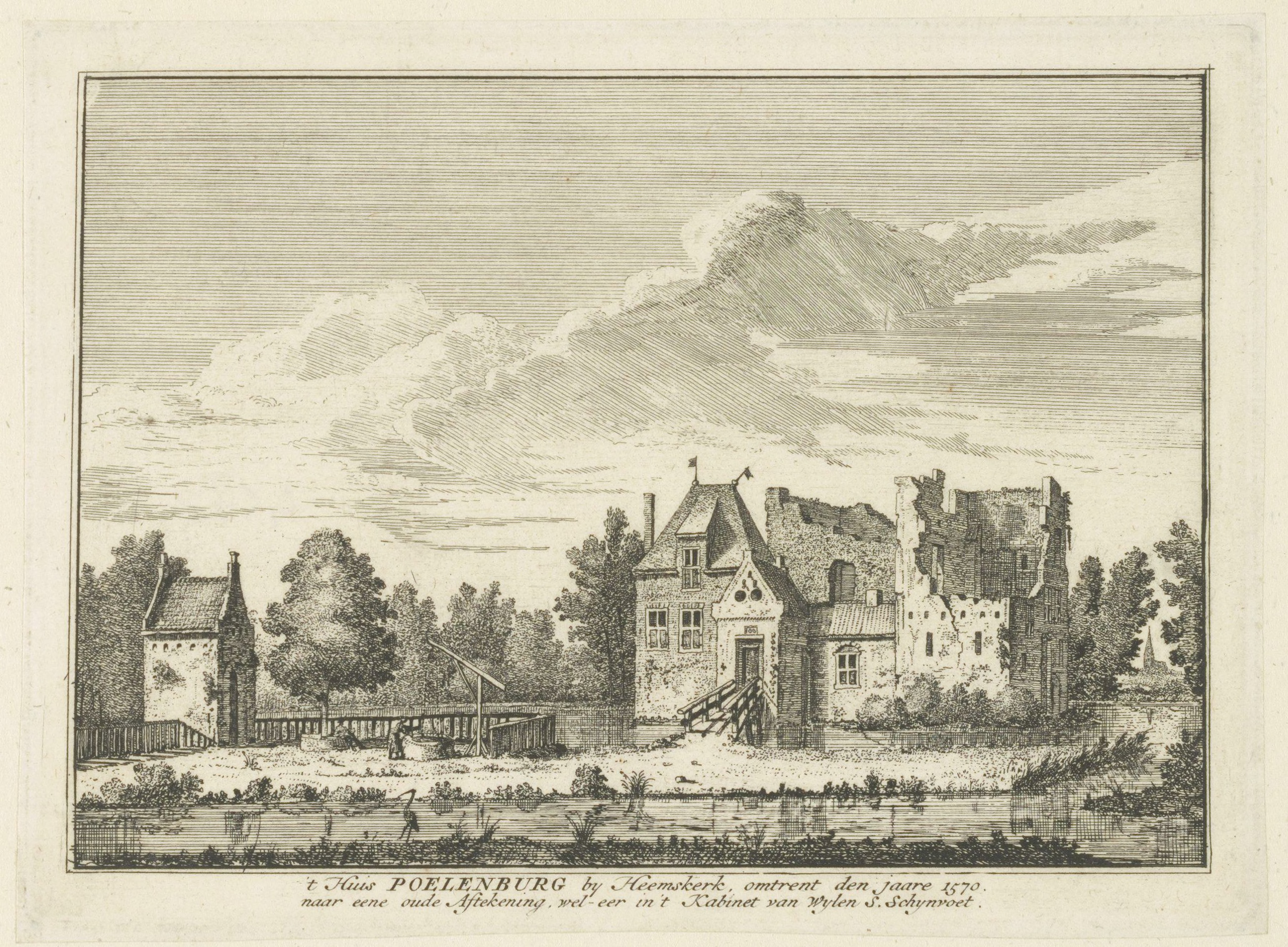
De gedeeltelijk verwoeste Poelenburg rond 1570.
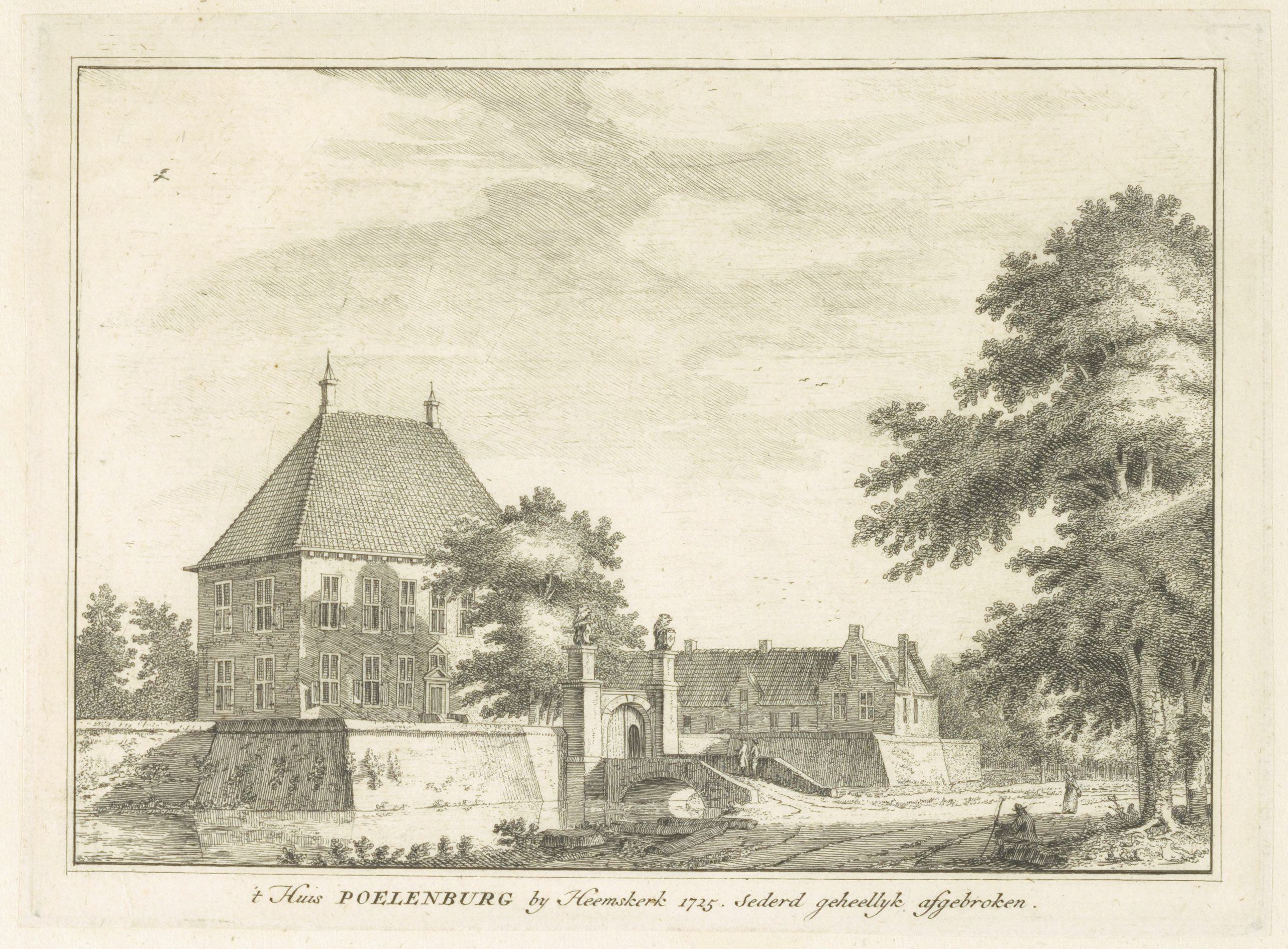
Poelenburg in 1725, door een onbekende tekenaar.
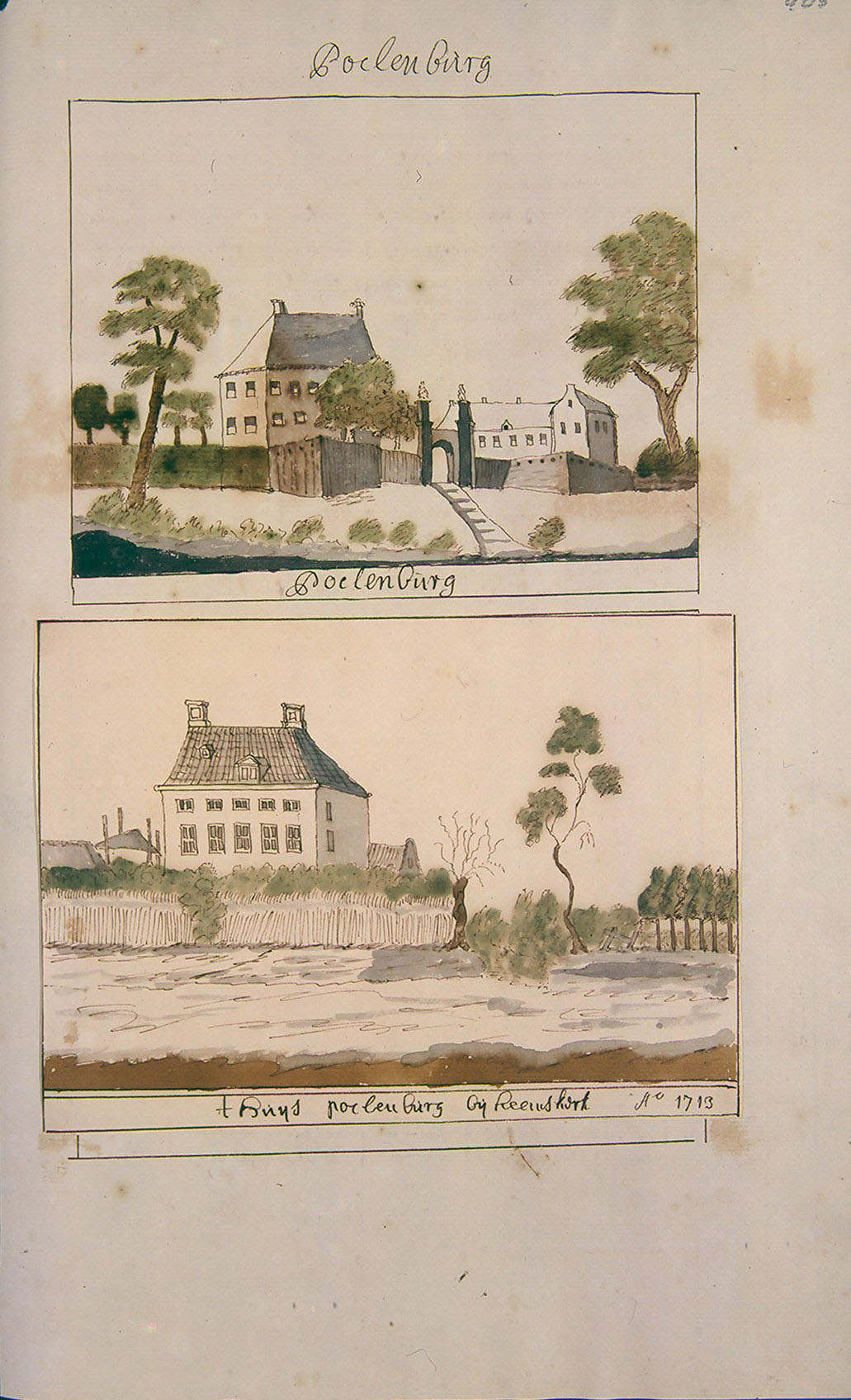
Afbeelding uit de Atlas Schoemaker, gemaakt tussen 1710 en 1735.

Adrichem · Aelbrechtsberg · Akersloot · Amstel · Amsterdam · Assendelft · Assumburg · Banjaert · Beeckestijn · Berkenrode · Boekel · Bollenhofstede · Ten Bosch · Brederode · Caprera · Ter Coulster · Cranenbroek · Dampegeest · Eenigenburch · Egmond · Heemstede · Hilversum · Ilpenstein · Jan Aernts woninge van Bennebroek · Keggenrode · Ter Kleef · Kostverloren · Kronenburg · Marquette · Merestein · Middelburg · Muiderslot · Nederhorst · Nieuwburg · Nuwendoorn · Oud Haerlem · De Park · Poelenburg · Purmersteijn · Radboud · Huis te Ramp · Reewijk/Rietwijk · Rolland · Ruysdael · Schagen · Huis te Schoten · Sparenwoude · Te Spijk · Swanenburch · Sypesteyn · Tetrode · Teylingerbosch · Torenburg · Velsen · De Vlotter · Vogelenzang · Ter Wijc · Wijdenes · Ypestein · Te Zaanen